# عبد الرحمن الأشرف
عبد الرحمن الأشرف مبتكر ومتحدث ومهندس برمجيات حاصل على لقب بطل جائزة الشباب الأوروبي الرقمي لعام 2016 في مدينة غراس في النمسا. بعد فوز مشروعه "فريكوم "FreeCom" الذي يقدم أداة للتواصل في حال انقطاع الاتصالات بجائزة الشباب الأوروبي 2016 من بين 167 مشاركا من دول الاتحاد الأوروبي.

## نبذة
يعمل عبد الرحمن الأشرف بجانب مجاله التقني في عدة مشاريع اجتماعية تنموية في ألمانيا، بالإضافة لنشاطاته المتعددة كمتحدث ومدرب في الإبداع والابتكار وفائدة الحوار الحضاري للشباب في مؤتمرات محلية ألمانية ودولية عدة.
يشغل عبد الرحمن عدة مناصب فخرية عربية وعالمية، منها سفير جائزة الشباب الأوروبي لعام 2017 و2018  وعضو في المجلس الاستشاري لمجلة بوبيولار ساينس عربية - العلوم للعموم.